# Асб'єрн Гансен
Асб'єрн Гансен (норв. Asbjørn Hansen, 29 травня 1930, Сарпсборг — 25 березня 2017, Сарпсборг) — норвезький футболіст, що грав на позиції воротаря. Відомий за виступами в клубах «Спарта» і «Сарпсборг» з однойменного міста, а також у складі національної збірної Норвегії. Володар Кубка Норвегії.

## Клубна кар'єра
Асб'єрн Гансен народився в Сарпсборзі, та розпочав виступи на футбольних полях у місцевій команді «Спарта» у 1948 році. Він швидко став основним воротарем команди, а в 1952 році став у її складі володарем Кубка Норвегії. У 1958 році Гансен став гравцем команди «Сарпсборг», у якій грав до завершення виступів на футбольних полях у 1962 році. Після завершення виступів Асб'єрн Гансен жив у рідному місті, де й помер у 2017 році.

## Виступи за збірну
У 1952 році Асб'єрн Гансен дебютував у складі національної збірної Норвегії. У цьому ж році в її складі Гансен брав участь у літніх Олімпійських іграх 1952 року в Гельсінкі. Протягом тривалого часу був основним голкіпером збірної, зіграв у її складі 52 матчі. Завершив вистпи в національній команді в 1961 році.

## Титули і досягнення
- Володар Кубка Норвегії (1):

«Спарта» (Сарпсборг): 1952